# Poteridium annuum
Poteridium annuum là loài thực vật có hoa trong họ Hoa hồng. Loài này được (Nutt.) Spach miêu tả khoa học đầu tiên năm 1846.